# Cewków
Cewków – wieś w Polsce położona na Płaskowyżu Tarnogrodzkim, w województwie podkarpackim, w powiecie lubaczowskim, w gminie Stary Dzików.
Wieś jest siedzibą rzymskokatolickiej parafii Podwyższenia Krzyża Świętego w Cewkowie.

## Części wsi
| SIMC    | Nazwa          | Rodzaj    |
| ------- | -------------- | --------- |
| 0611502 | Wola Cewkowska | część wsi |

## Historia
Początkowo tereny te porastała puszcza. W 1467 roku drwale, jako pierwsi osadnicy, założyli wieś Cewków. W 1531 roku wieś wzmiankowana w regestrach poborowych, jako Czewkow, należącą do parafii rzymskokatolickiej w Oleszycach, w której było 7 łanów kmiecych. W 1578 roku wzmiankowane jest już istnienie cerkwi (pop). W 1837 roku klucz oleszycki został podzielony na trzy części i właścicielem Cewkowa został Władysław Zamoyski. 
W II Rzeczypospolitej wieś w powiecie lubaczowskim województwa lwowskiego. Pod koniec 1937 poświęcono Dom Ludowy w Cewkowie.
16 września 1939 roku gen. Józef Kustroń stoczył ostatnią bitwę, po której zginął pod Ułazowem. W latach 1944–1947 na tych terenach toczyły się walki z oddziałami UPA. Nacjonaliści ukraińscy zamordowali tutaj 16 Polaków. 14 maja 1951 roku w Cewkowie nastąpił zrzut spadochroniarzy OUN z samolotów brytyjskich. Natychmiast rozpoczęto poszukiwania w lasach sieniawskich i 21 maja podczas walk „skoczkowie” zginęli.
W 1901 działa gorzelnia Stanisława Jędrzejowicza.
W latach 1954–1968 wieś należała i była siedzibą władz gromady Cewków. W latach 1975–1998 miejscowość administracyjnie należała do województwa przemyskiego.
Znajdują się tu złoża gazu ziemnego, który jest wydobywany.
Urodził się tu Kazimierz Bizański – polski inżynier, taternik, inżynier, fotograf.

## Zabytki
We wsi znajduje się drewniana cerkiew greckokatolicka pw. św. Dymitra wzniesiona w 1844. Jej wnętrze pokryto polichromią. Po II wojnie światowej uległa zniszczeniu. Tradycyjny układ przestrzenny został zmieniony przez dążenie do ujednolicenia przestrzeni wnętrza i zwiększenia roli skrajnych pomieszczeń w ukształtowaniu bryły świątyni.

## Kościoły i związki wyznaniowe

### Cerkiew Greckokatolicka
Parochia ruska powstała w połowie XVI wieku. Pierwsza drewniana cerkiew była w przysiółku Wola. W 1650 lub po 1689 roku cerkiew została przeniesiona do centrum Cewkowa, a do końca XVIII wieku było dwóch kapłanów. 30 czerwca 1682 roku Adam Mikołaj z Granowa Sieniawski wydał przywilej dla cerkwi w Cewkowie. W 1831 roku w parochii było 1002 wiernych. W 1840 roku rozpoczęto budowę nowej drewnianej cerkwi pw. św. Dymitra, którą ukończono w 1844 roku. Poświęcenie cerkwi i wizyta Eparchy Jana Śniegurskiego była w 1845 roku. W 1847 roku do parochii włączono cerkiew filialną w Moszczanicy (220 wiernych). Na przełomie XIX i XX wieku wnętrze pokryto polichromią.
Parochowie w Cewkowie:
1785(?)–1791. Jan Pofsiekowski.
1791–1810. Teodor Krowicki.
1810–1827. Jakub Wachnianin.
1827. Jan Muczyński (komendariusz Moszczaniecki).
1827. Stefan Michalczyk (administrator).
1827. Michał Grabski (administrator).
1827–1845. Antoni Bryliński.
1845. Emilian Czajkowski (paroch Miłkowski, komendarz).
1845–1893. Jan Wańkowicz (adm. 1845–1847).
1893–1894. Hilary Dwult (administrator).
1894–1922. Antoni Mokrzycki.
1922–1924. Mirosław Kostek (administrator).
1924–1936. Sylwester Krupa.
1936–1946. Stefan Krupski.

### Kościół rzymskokatolicki
W latach 1934–1938 zbudowano murowany kościół, który w 1945 roku został poświęceny. W 1946 roku utworzono samodzielną ekspozyturę, a 24 lutego 1970 roku erygowano parafię. Od 30 października 1964 roku w kościele znajduje się Obraz Serca Pana Jezusa Miłosiernego, pochodzący z Kozłowa.

### Świecki Ruch Misyjny „Epifania”
W Cewkowie znajduje się zbór Świeckiego Ruchu Misyjnego „Epifania”.

## Oświata
Początki szkolnictwa parafialnego w Cewkowie są datowane na lata 1832–1834, gdy powstała szkoła parafialna przy cerkwi (schola parochialis), a jej nauczycielem w 1835 roku był Adj. Bazyli Fedun.
Szkoła ludowa w Cewkowie została utworzona 18 września 1865 roku. Przydatnym źródłem archiwalnym do poznawania początków historii szkolnictwa w Galicji, są austriackie Szematyzmy Galicji i Lodomerii, które podają wykaz szkół ludowych wraz z nazwiskami ich nauczycieli. Pierwsze wzmianki zaczynają się w 1868 roku, jednak aż do 1872 roku nie było stałego nauczyciela. Szkoły wiejskie były początkowo tylko męskie, a od 1890 roku mieszane (koedukacyjne). Od 1895 roku szkoła posiadała też nauczycieli pomocniczych którymi byli: Ludwika Prochaska (1895–1898), Joanna Schwarzówna (1898–1900), Józefa Balcerówna (1900–1903), Amelia Pawlikowska (1900–1903), Maria Zbrodzka (1903–1904), Eugenia Pychówna (1903–1905), Antoni Dyrkacz (1904–1905), Helena Szymańska (1905–1906), Wiktoria Krzemieniecka (1905–1906), Maria Włodarczyk (1906–1908), Helena Gerulanka (1905–1910), Karolina Pychowa (1907–1910), Marian Bieniowski (1908–1909), Olga Mokrzycka (1909–1910), Franciszek Ozimek (1911–1913), Karolina Pobidyńska (1911–1913), Faranciszka Andente (1912–1913), Helena Kozłowska (1913–1914?), Od 1901 roku szkoła była 2-klasowa.
W 1914 roku w szkole stacjonowały wojska austriackie, a następnie rosyjskie, które zdewastowały budynek. W 1920 roku szkoła została zreorganizowana na 4-klasową. W 1922 roku ukończono budowę budynku dla szkoły 1-klasowej w Woli Cewkowskiej.
Nauczyciele kierujący w Cewkowie
1868–1872. Posada nieobsadzona.
1872–1873. Włodzimierz Ferencowicz.
1873–1891. Albert Workiewicz.
1891–1905. Marceli Frankiewicz.
1905–1906. Franciszek Sobolski.
1906–1911. Eustachy Budzynowski.
1911–1912. Karolina Pychowa.
1912–1931. Władysław Pachulicz.
1933– ?. Adam Prażak.
W 1906 roku w Woli Cewkowskiej utworzono szkołę 1-klasową (Wola Cewkowska ad Cewków). Do 1922 roku nauka odbywała się w wynajętym prywatnym pomieszczeniu. W 1922 roku ukończono budowę budynku szkolnego. Od 1907 roku szkoła posiadała nauczycieli pomocniczych, którymi byli: Helena Klankiewiczówna (1907–1908), Petronela Korzeniowska (1908–1912), Antonina Matyszczakówna (1912–1914?).
Nauczyciele kierujący w Woli Cewkowskiej
1906–1907. Wiktoria Krzemieniecka.
1907–1908. Waleria Krzemieniecka.
1908–1914?. Maria Włodarczykówna.
Obecnie do szkoły uczęszczają uczniowie z Cewkowa, Woli Cewkowskiej oraz Moszczanicy. Budynki szkoły są jednymi z najnowocześniejszych w powiecie lubaczowskim.